# Johann Josua Mosengel
Johann Josua Mosengel, född 16 september 1663 i Stolzenau eller Eisenach, död 18 januari 1731 i Königsberg, var en tysk orgelbyggare.

## Biografi
Mosengel föddes 1663 i Stolzenau eller Eisenach. Han byggde sitt första egna orgelverk 1695 i Hannover. Sedan reste han till Königsberg, Preussen år 1698 och installerade en orgel i Burgkirche mellan 1698 och 1701. Han var ansvarig för många andra orglar i östra Preussenregionen. Mosengel dog i Königsberg.
Under sin livstid byggde han 40 orglar och modifierade cirka 20 stycken som redan var byggda. Få orglar överlevde andra världskriget och i Ostpreussen är det bara orgeln i Święta Lipka och den evangeliska kyrkan i Pasym som har klarat sig.